# Luan Madson Gedeão de Paiva
Luan Madson Gedeão de Paiva, conhecido apenas como Luan (São Miguel dos Campos, 11 de agosto de 1990) é um futebolista brasileiro que joga como meio-campista ou ponta-direita. Atualmente, joga pelo Centro Oeste.

## Carreira

### Atlético Sorocaba
O atleta começou a carreira nas categorias de base do clube até chegar a equipe principal, onde conquistou a Copa Paulista de Futebol de 2008 e o acesso para a série A do paulista em 2012. Foi o principal artilheiro da equipe nas quatro edições da Série A2 que disputou, sendo que em 2011 e 2012 obteve a vice-artilharia do campeonato. Após passar cinco anos na equipe sorocabana, o jogador foi emprestado à Ponte Preta no segundo semestre de 2012.

### Comercial e Basel
Em julho de 2011, a equipe do Comercial realizou uma excursão pela Europa, que contou com a presença de Luan, cedido por empréstimo para estes jogos. A intenção era que alguma equipe do velho continente se interessasse no futebol do atleta e resolvesse contratá-lo. Durante este período, o jogador também fez testes no Basel da Suíça, participando de uma partida pela final da Uhrencup contra o West Ham. Apesar de ter dado a assistência para o primeiro gol do jogo, ajudando os suíços a venceram o torneio de pré-temporada, o clube europeu não conseguiu chegar a um acordo para adquirir os direitos do atleta.

### Ponte Preta
Depois do desempenho do atleta no Brasileirão de 2012 pela Ponte Preta, Luan passou a ser alvo de vários clubes do futebol nacional, como o Atlético Mineiro. A Ponte, exercendo seu direito de prioridade de compra, adquiriu 40% dos direitos do jogador por R$1,2 milhão, mas não conseguiu manter o atacante em seu plantel.

### Atlético Mineiro
Atrás de reforços para a temporada 2013, a diretoria do Atlético Mineiro se interessou pelo futebol de Luan, mas teve dificuldades em negociar o atleta com a Ponte Preta, que inclusive havia acabado de adquirir 40% do passe do futebolista. O Atlético Mineiro, então, acertou junto ao Atlético Sorocaba a compra de 60% dos direitos do jogador. O atacante assinou vínculo de quatro anos com o clube mineiro.
Logo em seu primeiro ano no novo clube, Luan caiu no gosto da torcida do Galo ao entrar constantemente nos jogos, sendo uma espécie de 12º titular. Sua participação no jogo contra o Tijuana, na primeira partida das quartas de final da Copa Libertadores foi fundamental. Ele marcou o gol de empate alvinegro aos 46 minutos do segundo tempo. Luan também marcou aos 46 do segundo tempo o gol que deu o 3º lugar ao Atlético na disputa do mundial de clubes.
Em 2014, Luan foi peça fundamental na campanha do título da Copa do Brasil. O jogador marcou em todas as fases da competição, terminando como artilheiro do Atlético com cinco gols.
No dia 20 de maio de 2015, foi anunciada a extensão do vínculo do jogador com o clube, até abril de 2019.
Em abril de 2016, o jogador passou por uma delicada intervenção cirúrgica no joelho direito para corrigir problemas no menisco e na cartilagem. Após três meses e meio em recuperação, o jogador retornou a equipe na vitória atleticana, por 1–0 sobre o Palmeiras, no Allianz Parque.
No dia 24 de fevereiro de 2018, o xodó da torcida alvinegra atingiu a expressiva marca de 200 jogos com a camisa do Galo, sendo homenageado pelo clube com um vídeo comemorativo postado no canal da TV Galo.
Dois anos após cirurgia no joelho direito, Luan atingiu sua melhor série de jogos com a camisa alvinegra, se destacando pelas atuações mais recuado, ajudando na saída de bola e no combate. Com presença em 20 dos últimos 21 jogos do Atlético-MG, atacante, que encarou séria lesão no joelho em abril de 2016, iniciou o Campeonato Brasileiro como líder de passes certos e desarmes do time.
No dia 22 de maio de 2018, foi anunciada a renovação de seu contrato com o Atlético até abril de 2022.

### V-Varen Nagasaki
Em 18 de dezembro de 2019, Luan acertou sua transferência para o clube japonês V-Varen Nagasaki em um contrato de quatro anos.

### Goiás
No dia 12 de janeiro de 2022 foi anunciado pelo Goiás. Após três meses, rescindiu seu contrato.

### Mirassol
Seis meses depois, acertou com o Mirassol. Porém, após apenas 8 minutos em campo, rescindiu seu contrato.

### Goiânia
Em janeiro de 2024, o foi contratado pelo Goiânia.

## Títulos
Atlético Sorocaba
- Copa Paulista: 2008
- Torneio Internacional da Independência: 2009

Basel
- Uhrencup: 2011[25]

Atlético Mineiro
- Campeonato Mineiro: 2013, 2015, 2017
- Copa Libertadores da América: 2013[26]
- Recopa Sul-Americana: 2014
- Copa do Brasil: 2014
- Florida Cup: 2016

## Prêmios individuais
- Troféu Globo Minas para o Melhor Meio Campo do Campeonato Mineiro: 2019